# Luciano Dalla Bona
Luciano Dalla Bona (Pressana, Verona, 8 de septiembre de 1943) fue un ciclista italiano que fue profesional entre 1966 y 1970.
Como ciclista amateur participó en los Juegos Olímpicos de Tokio en 1964, donde ganó una medalla de plata en la prueba de contrarreloj por equipos, junto a Ferruccio Manza, Severino Andreoli y Pietro Guerra. Como profesional destaca una victoria de etapa en el Giro de Italia de 1968.
Es hermano del también ciclista Giovanni Dalla Bona.

## Palmarés
- 1963

Vencedor de una etapa de la Carrera de la Paz
- 1964

 Campeón del mundo amateur de contrarreloj por equipos, junto a Ferruccio Manza, Severino Andreoli y Pietro Guerra
 Medalla de plata en los Juegos Olímpicos de Tokio en 100 km ruta contrarreloj por equipos
Vencedor de una etapa del Tour del Porvenir
- 1965

 Campeón del mundo amateur de contrarreloj por equipos, junto a Mino Denti, Giuseppe Soldi y Pietro Guerra
- 1966

1º en el Gran Premio Ezio del Rosso
- 1967

1º al Gran Premio Ciudad de Camaiore
- 1968

1º en el Giro delle Marche
Vencedor de una etapa del Giro de Italia
1º en el Criterium de Vigolo Marchese.

## Resultados en Grandes Vueltas y Campeonato del Mundo
| Carrera         | 1967 | 1968 | 1969 | 1970 |
| --------------- | ---- | ---- | ---- | ---- |
| Giro de Italia  | -    | 90.º | 55.º | -    |
| Tour de Francia | 65.º | -    | -    | 96.º |
| Vuelta a España | -    | -    | -    | -    |